# Jacek Niedźwiedzki
Jacek Niedźwiedzki (ur. 7 czerwca 1951, zm. 27 października 2021) – polski tenisista i trener tenisowy, deblowy mistrz Polski, reprezentant kraju w Pucharze Davisa.

## Życiorys
Niedźwiedzki był obok Wojciecha Fibaka i Tadeusza Nowickiego czołowym polskim tenisistą lat siedemdziesiątych. W latach 1971–1978 pięciokrotnie zdobył mistrzostwo Polski w deblu. W 1975 był rywalem Fibaka w finale mistrzostw Polski seniorów na kortach MKT w Łodzi, gdy ten zdobywał swój jedyny singlowy tytuł, wygrywając 7:5, 6:1, 4:6, 6:4. Rok później przegrał finał singla z Nowickim. W latach 1971–1977 Jacek Niedźwiedzki rozegrał jako reprezentant Polski 15 meczów w Pucharze Davisa. Wygrał 4 pojedynki singlowe oraz zwyciężył w 2 meczach deblowych.
W 1975 zagrał we French Open, jednym z czterech turniejów zaliczanych do Wielkiego Szlema. W 1976 razem z Fibakiem wygrał turniej deblowy rangi ATP World Tour w Barcelonie, a rok później zagrał w finale singla w turnieju ATP World Tour w Zurychu. W parze z Tadeuszem Nowickim zdobył tytuł tenisowego Mistrza Europy w deblu.
Występował na korcie m.in. z takimi tenisistami jak Björn Borg, Raúl Ramírez, Yannick Noah, Josè Higueras, Vijay i Anand Amritraj, Ivan Lendl, Wojciech Fibak, Balázs Taróczy, Heinz Günthardt.
W lipcu 1977 był klasyfikowany na 172. miejscu na liście światowej w klasyfikacji singlistów ATP World Tour. W tym samym roku wyemigrował do Austrii i przestał występować na polskich kortach.
Niedźwiedzki posiadał licencje trenerskie w dziedzinie sportu wyczynowego Niemieckiego Związku Tenisowego i Polskiego Związku Tenisowego. Zajmował się treningiem graczy różnych kategorii wiekowych. Pracował z Johanem Kriekiem i Sylvią Haniką. Trenował austriacką drużynę do rozgrywek Pucharu Federacji. Sprawował także funkcję trenera kadry narodowej Bahrajnu w Pucharze Davisa.

## Statystyki turniejowe
| Legenda                                      |
| -------------------------------------------- |
| Wielki Szlem                                 |
| Igrzyska olimpijskie                         |
| Tennis Masters Cup / ATP Finals              |
| ATP Masters Series / ATP Tour Masters 1000   |
| ATP International Series Gold / ATP Tour 500 |
| ATP International Series / ATP Tour 250      |

### Gra pojedyncza
| Końcowy wynik | Nr | Data | Turniej | Nawierzchnia | Przeciwnik  | Wynik finału |
| ------------- | -- | ---- | ------- | ------------ | ----------- | ------------ |
| Finalista     | 1. | 1977 | Zurych  | Twarda       | Jan Norback | 5:7, 2:6     |

### Gra podwójna
| Końcowy wynik | Nr | Data | Turniej   | Nawierzchnia | Partner        | Przeciwnicy                  | Wynik finału |
| ------------- | -- | ---- | --------- | ------------ | -------------- | ---------------------------- | ------------ |
| Zwycięzca     | 1. | 1976 | Barcelona | Ceglana      | Wojciech Fibak | Colin Dowdeswell Peter Kronk | 6:2, 6:3     |